# Gangui
Un gangui est un filet de pêche aux mailles très serrées avec une armature métallique rectangulaire. Ce filet est utilisé dans les environs de Toulon pour racler le fond de la mer, d'où le surnom de râteau.
Ce genre de filet est utilisé pour la capture de poissons de roches, poissons indispensables pour une bonne soupe de poisson.

Ces pratiques de pêche ont fait l'objet d'une étude scientifique financée par la CEE : lorsque les engins de pêche sont bien utilisés, la destruction des habitats est négligeable
La pratique de cette pêche reste réglementée et son utilisation dans les petits fonds et notamment dans l'herbier à posidonie (habitat prioritaire) peut entrainer une destruction partielle de celui-ci (suivi du milieu et cartographie en rade de Toulon et rade d'Hyères 2009-2010). Pratique interdite depuis l'arrêté du 4 mai 2016, se référer au texte réglementaire "Arrêté du 4 mai 2016, v. init."
Il existe plusieurs sortes de ganguis qui sont utilisés uniquement dans le Var et une petite partie des Bouches-du-Rhône et des Alpes-Maritimes ; 

## Définition
- Gangui à panneaux (ou à plateaux) dont les filets sont composés d'une poche et de deux ailes tenues écartées à l'aide de panneaux divergents. Là encore, ces engins comportent des dimensions, des conceptions et des maillages variables. Ils sont distingués d'après les fonds ciblés qui conditionnent nécessairement la composition des apports : gangui à panneaux sur fond dur (filet = filet ferré, herbiers situés entre 12 et 28 m de profondeur) et gangui à panneaux sur fond mou (filet = flanelle, bronde de 27 à 32 m et parfois jusqu'à 50 ou même 100 m).
- gangui à armature (ou drague) dont le filet est monté sur un cadre métallique ; les fonds ciblés sont compris entre 15 et 35 m.
- petit gangui (draguette, râteau, filet à oursins, filet à violets) équipé soit d'un filet fixé sur une armature de 1,5 m de large

Plusieurs éléments distinguent le petit gangui du grand gangui : 
- la taille de l'engin qui est inférieure à 1,5 m de large pour le petit gangui,
- les fonds ciblés pour le petit gangui sont uniquement les herbiers situés entre 0 et 30 m
- la pêche au petit gangui n'est pas une activité annuelle comme celle du grand gangui mais saisonnière (hiver) et complémentaire.

De plus : les navires, pour les ganguis (à panneaux et à armature) sont des pointus en bois de 8 à 12 m de longueur, moteurs de puissance de 55 à 81 kW (<ou = 85 kW) ; le gangui est pratiqué uniquement dans la zone de Toulon  ; seuls 36 navires ont une licence gangui dont 17 travaillent régulièrement.
Pour les petits ganguis, les navires sont des pointus de moins de 12 m, moteur de puissance <ou= 50 kW ; nombre de jours de sorties pour ce petit gangui est de 90 jours/an ; le petit gangui est pratiqué dans les zones s'étendant de la Ciotat à Saint-Tropez et de Cannes à Menton ; seuls 24 navires ont une licence petits ganguis.
Ces deux activités, gangui et petit gangui, sont gérées par des réglementations prud'homales très strictes et par deux arrêtés du Préfet de Région PACA n° 2004-1077 et 1078 du 28 septembre 2004 rendant obligatoire une délibération du CRPMEM PACA portant création d'une licence de pêche au gangui ou au petit gangui. Les professionnels sont en attente de la pérennisation de leurs activités par la CEE au travers d'un plan de gestion ;

## Sources
- Étude scientifique de la pratique de la pêche aux ganguis en région PACA, CRPMEM PACA - CLPMEM VAR - (par CREOCEAN-IDEE-OCEANIC DEVELOPPEMENT)